# Haliclystus antarcticus
Espèce
Synonymes
- Haliclystus steinegeri Kishinouye, 1899[1]

Haliclystus antarcticus  est une espèce de Stauroméduses appartenant à la famille des Lucernariidae.

## Habitat et répartition
Cette espèce est présente dans des eaux à une profondeur située entre 1 mètre et 8 mètres dans l'océan Antarctique, au sud-est de l'océan Pacifique, au sud-ouest de l'Atlantique et dans le détroit de Magellan.